# Алцо (Новара)
Алцо је насеље у Италији у округу Новара, региону Пијемонт.
Према процени из 2011. у насељу је живело 473 становника. Насеље се налази на надморској висини од 379 м.